# Спутнік (Печензький район)
Спутнік (рос. Спутник) — селище у Печензькому районі Мурманської області Російської Федерації.
Населення становить 2061 особу. Належить до муніципального утворення Печензьке міське поселення .

## Населення
| 2002 | 2010  |
| ---- | ----- |
| 2246 | ↘2061 |